# Vadenay
Vadenay ist eine französische Gemeinde mit 236 Einwohnern (Stand: 1. Januar 2022) im Département Marne in der Region Grand Est (vor 2016: Champagne-Ardenne). Die Gemeinde gehört zum Arrondissement Châlons-en-Champagne und zum Kanton Mourmelon-Vesle et Monts de Champagne. Die Einwohner werden Vadenots genannt.

## Geographie
Vadenay liegt etwa 13 Kilometer nordnordöstlich des Stadtzentrums von Châlons-en-Champagne an der Vesle, in die hier die Noblette mündet. Umgeben wird Vadenay von den Nachbargemeinden Mourmelon-le-Grand im Norden und Nordosten, Jonchery-sur-Suippe im Nordosten, Cuperly im Osten und Südosten, La Neuville-au-Temple im Süden und Südwesten sowie Bouy im Westen und Nordwesten.

## Bevölkerungsentwicklung
| Jahr                       | 1962 | 1968 | 1975 | 1982 | 1990 | 1999 | 2006 | 2018 |
| Einwohner                  | 437  | 164  | 159  | 203  | 226  | 202  | 227  | 237  |
| Quellen: Cassini und INSEE |      |      |      |      |      |      |      |      |

## Sehenswürdigkeiten
- Nekropole aus der Hallstatt-Zeit
- Kirche Saint-Étienne aus dem 19. Jahrhundert

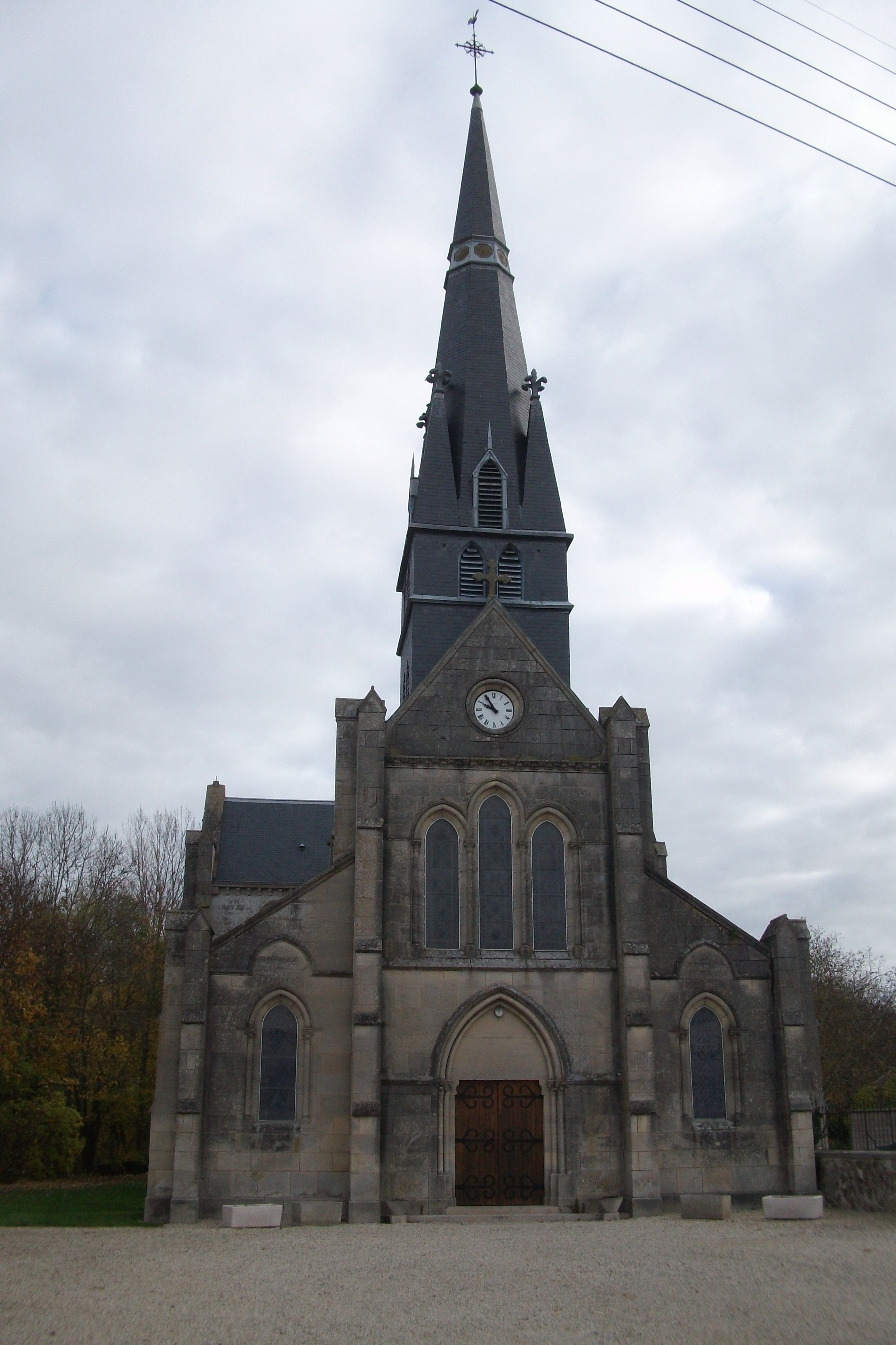
Kirche Saint-Étienne